# Naturwald Akademie
Die Naturwald Akademie ist eine unabhängige Forschungseinrichtung rund um das Thema europäischer Wald, Natur- und Klimaschutz. Sie wurde 2016 gegründet und ist an den Standorten Berlin, Lübeck und Hamburg tätig. Sie hat den Status einer gemeinnützigen GmbH.
Vorsitzender des wissenschaftlichen Beirates ist Knut Sturm, der von 2010 bis zu seiner Entlassung 2023 Bereichsleiter des Lübecker Stadtwaldes war. Dessen Waldbewirtschaftungskonzept wird von der Akademie ausdrücklich unterstützt.
Im Auftrag von Greenpeace Deutschland erarbeitete die Einrichtung gemeinsam mit dem Freiburger Öko-Institut die Studie Waldvision Deutschland, welche 2018 publiziert wurde und eine Waldwende fordert, um die Waldnutzung mit den Forderungen des Klimaschutzes und der Artenvielfalt in Einklang zu bringen.